# Corylus

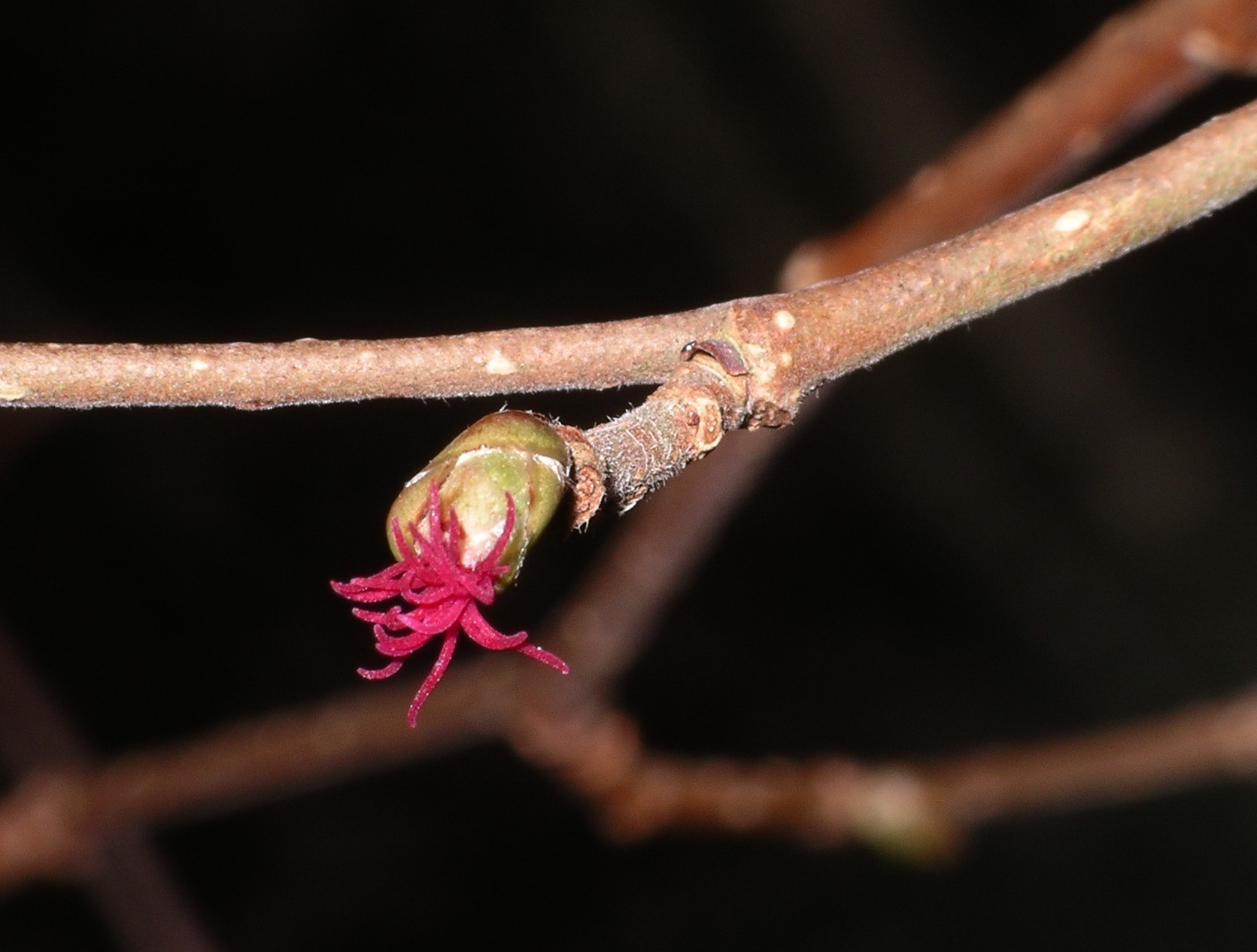
Flor femenina de C. avellana

Corylus es un género  de árboles caducifolios y grandes arbustos originario de los climas templados del hemisferio norte, conocidos con el nombre común de avellanos. El género se ubica normalmente en la familia de los abedules, las betuláceas, aunque algunos botánicos sitúan los avellanos (con los carpes y géneros afines) en una familia separada, Corylaceae.

## Descripción
Poseen hojas simples redondeadas con bordes de doble serrado. Las flores nacen a principios de primavera, antes que las hojas y son monoicas, con amentos de diferente sexo; los masculinos, de color amarillo pálido y entre 5 a 12 cm de largo, los femeninos  muy pequeños y prácticamente ocultos en las yemas, de las que afloran únicamente los estilos rojos en número de 1 a 3. Su fruto son nueces de 1 a 2,5 cm de largo y 1 a 2 de diámetro, rodeadas por un involucro que encierra total o parcialmente la nuez. La forma y estructura de los involucros es muy importante para la identificación de las diferentes especies de Corylus.
El polen de las especies de avellanos, que a menudo son la causa de las alergias a fines del invierno o principios de la primavera, se puede identificar con un aumento (600x) por sus características granulares de exina que tienen tres poros visibles.

## Ecología
Al menos 21 especies de hongos tienen una relación mutualista con el avellano. El Lactarius pyrogalus crece casi exclusivamente en el avellano, y el avellano es uno de los dos tipos de huésped del raro Hypocreopsis rhododendri]. Varias especies raras de liquen Graphidion dependen de los avellanos. En el Reino Unido, cinco especies de polillas están especializadas en alimentarse de avellanos, entre ellas Parornix devoniella'. 
Entre los animales que comen avellanas se encuentran el ciervo rojo, el lirón careto y la ardilla roja.

## Taxonomía
El género fue descrito por Carlos Linneo  y publicado en Species Plantarum 2: 998–999. 1753. La especie tipo es: Corylus avellana

## Especies
Hay entre 14 y 18 especies de avellano. La circunscripción de especies en Asia oriental es algo controvertido, con WCSP y Flora of China difiriendo en qué taxones son aceptados, de manera que en la siguiente lista, en lo que se refiere a esta región, sólo se incluyen aquellos taxones aceptados por ambas fuentes. Las especies se agrupan de la siguiente manera:
- Avellana rodeada por un involucro plumoso y suave. Varios estemas, arbustos de hasta 12 m de alto.
  - Involucro corto, alrededor de la misma longitud que la avellana.
    - Corylus americana — Avellano americano. Norteamérica oriental.
    - Corylus avellana — Avellano común. Europa y Asia occidental.
    - Corylus heterophylla. Asia.
    - Corylus yunnanensis. China central y meridional.

  - Involucro largo, dos veces la longitud de la avellana o más, formando un "pico".
    - Corylus colchica. Cáucaso.
    - Corylus cornuta. Norteamérica.
    - Corylus maxima - Avellano de Lambert. Sureste de Europa y suroeste de Asia.
    - Corylus sieboldiana. Noreste de Asia y Japón (sin. C. mandshurica).
- Avellana rodeada por in involucro espinoso y rígido. Árboles de un solo pecíolo de hasta 20–35 m de alto.
  - Involucro moderadamente espinoso y también con pelos glandulares.
    - Corylus chinensis. China occidental.
    - Corylus colurna - Avellano mediterráneo. Europa sureste y Asia Menor.
    - Corylus fargesii. China occidental.
    - Corylus jacquemontii. Himalaya.
    - Corylus wangii. Sureste de China.

  - Involucro densamente espinoso, parecido a una inflorescencia de castaño.
    - Corylus ferox. Himalaya, Tíbet y suroeste de China (sin. C. tibetica).

Existen varios híbridos, y pueden ocurrir entre especies en diferentes secciones del género, p.e. Corylus × colurnoides (C. avellana × C. colurna). La especie de avellano más antigua confirmada es Corylus johnsonii que se encuentra como un fósil en las rocas de la edad Ypresiana del Condado de Ferry, en Washington, Estados Unidos.
| Taxon                                                                         | sinónimo (y subtaxones incluidos) | nombre en español | Distribución geográfica (Sistema geográfico mundial para el registro de la distribución de las plantas, World Geographical Scheme for Recording Plant Distributions (WGSRPD))                           | Forma vital (f.v.); alçària (h) |
| ----------------------------------------------------------------------------- | --- | --- | --- | ------------------------------- |
| Corylus _L.                                                                   | - | avellano [amnt ♀]: arracada, moc; [frut, semn]: avellana; floc [cupl], clofolla [<frut]                                                                                                 | |                                 |
| Corylus americana Marshall                                                    | Corylus americana Walter, Corylus calyculata Dippel, Corylus humilis Willd.                                                                                            | | 71Can-W, 72Can-E, 74EUA-CN, 75EUA-NE, 78EUA-SE, c(Can,EUA), | Nphan; 1-3(5) m                 |
| Corylus avellana _L., s.l.                                                    | incl.: Corylus avellana var. avellana, Corylus avellana var. pontica, Corylus colchica, Corylus maxima                                                                 | avellanos [silv, cult-frut] | |                                 |
| Corylus avellana L.                                                           | Corylus glandulosa (Godet) Godet | avellano común [pr], avellano [pr], avellano europeo [pr], avellaner bord, avellano del bosque [silv], avellaner de granes rodones, avellanera. [frut, semn]: avellana, avellana común. | 10Eur-N, 11Eur-C, 12Eur-SW (Fra, ICor, ISar, And, PCat, n[PVal, Esp, Por), c[12Eur-SW, 13Eur-SE, c[13Eur-SE, 14Eur-E, 20Afr-N, [21Macar, 33Cauc, c[33Cauc, 34As-W, c[34As-W, c[36Xina, c[50Aus, c[7EUA, | Nphan, Phan; 2-5(15) m          |
| Corylus avellana cv. 'Fertile de Coutard'; 'Negret'; 'Pauetet'; etc.          | Fertile de Coutard' (= 'Barcelona' (US), 'Castanyera', 'Grossal'); | avellanos (numbre de los cultivos) | cult, |                                 |
| Corylus avellana cv. 'Atropurpurea'; 'Aurea'; 'Contorta'; 'Pendula'; etc.     | Corylus avellana var. atropurpurea G.Kirchn.; var. aurea G.Kirchn.; var. contorta Bean; var. pendula Nestel; etc.                                                      | | cult-orn |                                 |
| Corylus avellana var. pontica (K.Koch) H.J.P.Winkl. (< Corylus avellana s.l.) | Corylus pontica K.Koch, Corylus imeretica Kem.-Nath. | | [13Eur-SE, 33Cauc, 34As-W, | Nphan, Phan; 6 m                |
| Corylus californica (A.DC.) A.Heller / Rose                                   | Corylus cornuta subsp. californica (A.DC.) A.E.Murray, Corylus cornuta var. glandulosa B.Boivin                                                                        | | 71Can-W, 73EUA-NW, 76EUA-SW, | Phan; 8(15) m                   |
| Corylus chinensis Franch.                                                     | Corylus colurna var. chinensis (Franch.) Burkill, Corylus papyracea Hickel                                                                                             | | 36Xina, cult, | Phan; 24-40 m                   |
| Corylus colchica Albov (< Corylus avellana s.l.)                              | - | | 33Cauc, | Nphan; 1 m                      |
| Corylus colurna L.                                                            | Corylus arborescens Münchh., Corylus bizantina Desf., Corylus eggrissiensis Kem.-Nath., Corylus iberica Wittm. ex Bobrov / ex Kem.-Nath., Corylus kachetica Kem.-Nath. | avellano de Turquía, avellano turco | [11Eur-C,13Eur-SE, [13Eur-SE, [14Eur-E, 33Cauc,34 As-W, | Phan; 20(35) m                  |
| Corylus colurnoides, Corylus ×colurnoides C.K.Schneid.                        | Corylus avellana × C. colurna | | cult | Nphan, Phan; 20 m               |
| Corylus cornuta Marshall                                                      | Corylus rostrata Aiton | | 71Can-W, 72Can-E, 73EUA-NW, 74EUA-CN, 75EUA-NE, 76EUA-SW, 78EUA-SE, | Nphan, Phan; 2-8(15) m          |
| Corylus fargesii (Franch.) C.K.Schneid.                                       | Corylus rostrata var. fargesii Franch., Corylus mandshurica var. fargesii (Franch.) Burkill                                                                            | | 36Xina, | Phan; 25 m                      |
| Corylus ferox _Wall.                                                          | - | | 36Xina, 36Tib, 40SubcInd, 41Indox, | Phan; 10-20 m                   |
| Corylus ferox var. tibetica (Batalin) Franch.                                 | Corylus tibetica Batalin | | 36Xina, 36Tib, | Phan; 8-15 m                    |
| Corylus heterophylla Fisch. ex Trautv.                                        | - | | 30Sib, 31ExtOrRus, 36Xina, 36Tib, 37Mong, 38As-E, cult(14Eur-E, 38As-E), | Nphan, Phan; 2-7 m              |
| Corylus heterophylla var. sutchuenensis Franch.                               | Corylus kweichowensis Hu, Corylus kweichowensis Hu | | 36Xina, | Nphan, Phan; 3-7 m              |
| Corylus jacquemontii Decne                                                    | Corylus colurna var. lacera (Wall.) A. DC | | 34As-W, 40SubcInd, | Phan; 25 m                      |
| Corylus maxima Mill. (< Corylus avellana s.l.)                                | Corylus arborescens G.Gaertn., B.Mey. & Scherb., Corylus avellana var. tubulosa Loudon, Corylus lambertiana hort.                                                      | | [10Eur-N, [11Eur-C, [12Eur-SW (Fra, ICor), 13Eur-SE, [13Eur-SE, [14Eur-E, [33Cauc, 34As-W, | Nphan, Phan; 3-10 m             |
| Corylus maxima 'Purpurea'; etc.                                               | Corylus avellana var. purpurea Loudon, Corylus maxima var. purpurea (Loudon) Rehder; etc.                                                                              | | cult-orn |                                 |
| Corylus potaninii Bobrov                                                      | - | | 36Xina, | Nphan;                          |
| Corylus sieboldiana Blume                                                     | Corylus heterophylla var. sieboldiana (Blume) A.DC. | | 30Sib, 31ExtOrRus, 36Xina, 38As-E, | Nphan; 2-5 m                    |
| Corylus sieboldiana var. mandshurica (Maxim.) C.K.Schneid.                    | Corylus brevituba Kom., Corylus mandshurica Maxim. | | 30Sib, 31ExtOrRus, 36Xina, 38As-E, | Nphan, Phan; 6 m                |
| Corylus sieboldiana var. sieboldiana                                          | Corylus hallaisanensis Nakai, Corylus sieboldiana var. brevirostris C.K.Schneid.                                                                                       | | 38As-E, |                                 |
| Corylus vilmorinii, Corylus ×vilmorinii Rehder                                | Corylus avellana × C. chinensis | | cult, | Phan; 25 m                      |
| Corylus wangii Hu                                                             | - | | 36Xina, cult, | Nphan, Phan; 7 m                |
| Corylus yunnanensis (Franch.) A.Camus                                         | Corylus heterophylla var. yunnanensis Franch. | | 36Xina, | Nphan, Phan; 7 m                |

n, natz = naturalizada, subespontánea;  c, cult = cultivada;  [... = introducïda (sin especificar);  
Forma vital (g = altura de las gemas persistentes) Forma vital de Raunkiær, WCSP, ...}.
f.v.: Phan = Phanerophyta (faneròfits; g > 2-3 m);  Nphan = Nanophanerophyta (nanofaneròfits; 2-3 > g > 0,2-0,5 m);
Altura (h): altura total del árbol o la planta (m)
[pr]: nombre preferente;  [flos]: flor;  [amnt]: amento;  [frut]: fruto;  [semn]: semilla;  [cupl]: cúpula, involucre;  
[silv]: salvaje, silvestre;  [cult-frut], [prod-frut]: cultivada /producción de fruto;  [cult-orn] = cultivo ornamental

## Usos y cultivo
Las avellanas producidas por el Corylus avellana (avellano común) son las que se consumen ampliamente. Este gran arbusto se cultiva extensivamente por ellas. También se cosechan de algunas de las demás especies, incluso la corylus máxima. El núcleo de la semilla es comestible como fruto seco, usándose tanto en crudo como cocinado (entero o en pasta). La piel oscura que recubre la semilla tiene sabor amargo por lo que en ocasiones se retira para el consumo. También se obtiene de la avellana un aceite de sabor fuerte y característico que es de uso alimentario. Las avellanas se utilizan con profusión en confitería, garrapiñadas o mezcladas con chocolate. Es uno de los principales ingredientes de las cremas untables de cacao o similares, como Nutella, Nocilla o Duvalín. La pasta de avellanas es uno de los principales ingredientes de las tortas vienesas.
El avellano turco Corylus colurna es ampliamente cultivado como árbol ornamental en Europa y Norteamérica. Esta especie no se adapta al estereotipo corylus arbustivos, sino que es un gran árbol de más de 35 m de alto con un único tronco recto y robusto que puede llegar a tener más de 1,5 m de diámetro. 
Se adapta bien a las difíciles condiciones de los entornos urbanos, lo que ha incrementado su popularidad durante las últimas décadas.

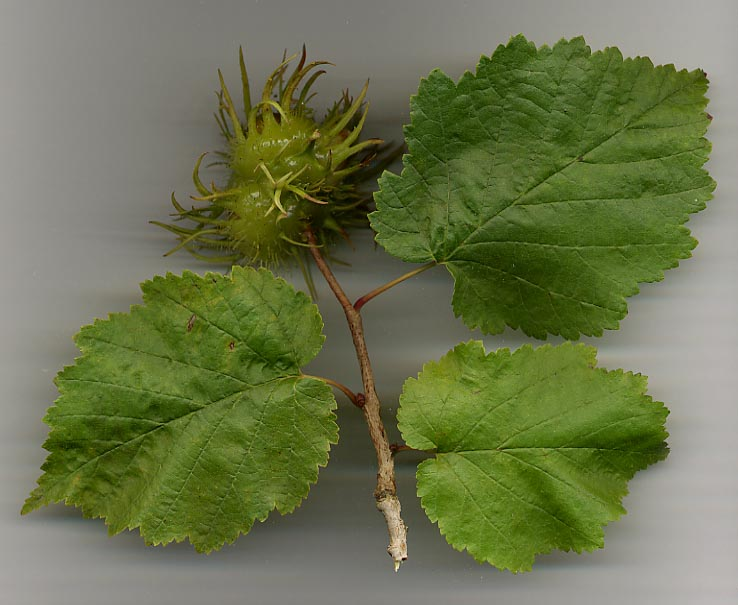
Hojas y nuez del avellano turco (Corylus colurna).

El avellano común es también un elemento importante en las vallas o "cercados vivos", la forma tradicional de establecer linderos de campo en el sur de Inglaterra hace años. Los bosques se cultivaban tradicionalmente como bosquecillos o sotos y la madera obtenida de la poda se utilizaba como material de construcción y para cercados agropecuarios. También se utiliza para hacer cestas.
Los corylus son utilizados como fuente alimenticia por las larvas de varias especies de Lepidópteros.
Varias variedades se cultivan como plantas ornamentales por sus ramas retorcidas (C. avellana 'Contorta'), ramas colgantes (C. avellana 'Pendula') o pétalos púrpuras (C. maxima 'Purpurea').

## Reproducción
En esta especie son posibles la protandria o protoginia, con variaciones significativas en la duración entre la apertura de las flores femeninas y la emisión de polen en las variedades protóginas y entre la producción de polen y el tiempo de receptividad a la fecundación de las flores femeninas en las variedades protándricas (dependiendo de la variedad considerada). Por ello, los productores buscan introducir en sus plantaciones variedades con larga producción de polen.
El estudio de las "lluvias de polen" muestra que su polinización varía considerablemente dependiendo de su ubicación y en particular de su entorno lumínico; Parece alcanzar su máximo en las aberturas “pequeñas” (claros, árboles caídos). Los estudios de polen muestran que fue una de las primeras especies de Europa en desplazarse hacia el norte después de que el hielo retrocediera. El número de chitones y la emisión de polen disminuyen drásticamente en las zonas sombreadas.
Las flores masculinas y femeninas no se abren al mismo tiempo, lo que teóricamente evita la homogamia. En realidad, en avellanos aislados se observa a veces reproducción homógama, permitiendo la producción de frutos.
El viento, la lluvia, la sequía y/o las heladas tardías o un suelo inadecuado pueden afectar a la producción, al igual que el parasitismo (por ejemplo el ácaro Eriophyes avellanae y/o el gorgojo del avellano que puede atacar las semillas pero también las hojas y los brotes jóvenes) o ciertas fitopatologías. Los setos cortavientos y la presencia de depredadores parásitos pueden favorecer la producción.

## Cultura
Los celtas creían que las avellanas daban sabiduría e inspiración. Existen numerosas variantes de un antiguo cuento según el cual nueve avellanos crecían alrededor de un estanque sagrado, dejando caer en el agua nueces que eran comidas por el salmón (un pez sagrado para los druidas), que absorbía la sabiduría. Un maestro druida, en su intento de convertirse en Omnisciente, capturó uno de estos salmones especiales y pidió a un estudiante que cocinara el pescado, pero que no se lo comiera. Mientras lo cocinaba, se formó una ampolla y el alumno utilizó el pulgar para reventarla, que naturalmente chupó para enfriarse, absorbiendo así la sabiduría del pez. Este niño se llamaba Fionn mac Cumhaill (Fin McCool) y llegó a convertirse en uno de los líderes más heroicos de la mitología gaélica.
En el cuento "La rama de avellano" parte de la colección los Cuentos de hadas de los Grimm afirma que las ramas de avellano ofrecen la mayor protección contra las serpientes y otras cosas que se arrastran por la tierra. En el cuento de los Hermanos Grimm "La Cenicienta", una rama de avellano es plantada por la protagonista en la tumba de su madre y crece hasta convertirse en un árbol que es el lugar donde los pájaros conceden los deseos de la niña.